# 鵜野森
鵜野森（うのもり）は、神奈川県相模原市南区の町名。現行行政地名は鵜野森一丁目から三丁目。住居表示実施済区域。

## 地理
相模原市南区の南東寄りに位置する。西は若松、北は古淵、南は上鶴間本町、東は東京都町田市森野とそれぞれ接する。

### 住宅地
新原町田グリーンハイツや相模原リリエンハイム（いずれも一丁目の中心部）、新原町田鵜野森団地（二丁目の北部）などの集合住宅が存在する。

### 河川
- 境川 - 東京都町田市との都県境付近を流れる[6]。

### 地価
住宅地の地価は、2023年（令和5年）1月1日の公示地価によれば、鵜野森2-3-8の地点で21万円/m2となっている。

## 歴史

### 地名の由来
この地に鵜が生息し、雑木林があったことが由来とされている。

### 沿革
- 1993年（平成5年）11月1日 - 大字古淵、大字鵜野森の各一部で住居表示を実施し、鵜野森一〜二丁目を新設。
- 2004年（平成16年）2月1日 - 大字鵜野森の残存地域で住居表示を実施し、鵜野森三丁目を新設。
- 2010年（平成22年）4月1日 - 相模原市が政令指定都市に移行し、区制を実施。同市の南区鵜野森一〜三丁目となる。

## 世帯数と人口
2020年（令和2年）10月1日現在（国勢調査）の世帯数と人口（総務省調べ）は以下の通りである。
| 丁目         | 世帯数    | 人口    |
| ------------ | --------- | ------- |
| 鵜野森一丁目 | 2,002世帯 | 4,578人 |
| 鵜野森二丁目 | 1,230世帯 | 2,538人 |
| 鵜野森三丁目 | 964世帯   | 2,073人 |
| 計           | 4,196世帯 | 9,189人 |

### 人口の変遷
国勢調査による人口の推移。
| 年                 | 人口  |
| ------------------ | ----- |
| 1995年（平成7年）  | 8,076 |
| 2000年（平成12年） | 8,392 |
| 2005年（平成17年） | 8,484 |
| 2010年（平成22年） | 9,001 |
| 2015年（平成27年） | 9,055 |
| 2020年（令和2年）  | 9,189 |

### 世帯数の変遷
国勢調査による世帯数の推移。
| 年                 | 世帯数 |
| ------------------ | ------ |
| 1995年（平成7年）  | 2,971  |
| 2000年（平成12年） | 3,252  |
| 2005年（平成17年） | 3,463  |
| 2010年（平成22年） | 3,816  |
| 2015年（平成27年） | 3,910  |
| 2020年（令和2年）  | 4,196  |

## 学区
市立小・中学校に通う場合、学区は以下の通りとなる（2018年2月時点）
| 丁目         | 番地                               | 小学校                 | 中学校                 |
| ------------ | ---------------------------------- | ---------------------- | ---------------------- |
| 鵜野森一丁目 | 1〜10番 12〜13番 20〜29番 45〜47番 | 相模原市立大野小学校   | 相模原市立鵜野森中学校 |
| 鵜野森一丁目 | 11番 14～19番 30～41番 43〜44番    | 相模原市立鹿島台小学校 | 相模原市立鵜野森中学校 |
| 鵜野森二丁目 | 全域                               | 相模原市立鹿島台小学校 | 相模原市立鵜野森中学校 |
| 鵜野森三丁目 | 全域                               | 相模原市立鹿島台小学校 | 相模原市立鵜野森中学校 |

## 事業所
2021年（令和3年）現在の経済センサス調査による事業所数と従業員数は以下の通りである。
| 丁目         | 事業所数  | 従業員数 |
| ------------ | --------- | -------- |
| 鵜野森一丁目 | 71事業所  | 552人    |
| 鵜野森二丁目 | 36事業所  | 150人    |
| 鵜野森三丁目 | 38事業所  | 216人    |
| 計           | 145事業所 | 918人    |

### 事業者数の変遷
経済センサスによる事業所数の推移。
| 年                 | 事業者数 |
| ------------------ | -------- |
| 2016年（平成28年） | 138      |
| 2021年（令和3年）  | 145      |

### 従業員数の変遷
経済センサスによる従業員数の推移。
| 年                 | 従業員数 |
| ------------------ | -------- |
| 2016年（平成28年） | 982      |
| 2021年（令和3年）  | 918      |

## 交通

### 鉄道
一丁目は小田急小田原線・横浜線町田駅、もしくは横浜線古淵駅、二丁目と三丁目は小田急小田原線・横浜線町田駅、もしくは小田急小田原線・江ノ島線相模大野駅が最寄りである。

### 路線バス
- 神奈川中央交通（橋本営業所・相模原営業所）

国道16号沿いには相模大野駅（小田急小田原線）から相模原駅（JR横浜線）の間を結ぶ相02系統のバスが運行されている。一方、グリーンハイツを経由して町田バスセンター（JR横浜線と小田急小田原線の町田駅方面）へ循環する町06・08系統のバスが、相模原町田線を廻り東京都町田市方面へ運行されている。いずれも町内から各主要駅への移動手段として担う。

### 道路
- 国道16号（東京環状）

町内の西側を、西隣の若松との境に沿うように南北に貫いている。また、旧国道16号（市道淵野辺中和田線）も町内を南北に貫く。
- 神奈川県道・東京都道52号相模原町田線

町内の真中を東西に貫き、国道16号とは鵜野森交差点で、旧16号とは鵜野森旧道交差点でそれぞれ交差する。
道路交通センサスによる交通量では、鵜野森1-38を調査地点として、相模原町田線の12時間の自動車類交通量は上下合計で11877台、24時間では上下合計17103台となっている（2010年（平成22年）度時点）。

## 施設
教育
- 中学校
  - 相模原市立鵜野森中学校

郵便局
- 相模原鵜野森郵便局

商業
- ビッグ・エー 相模原鵜野森店（旧：グルメシティ鵜野森店）
- クリエイトSD 相模原鵜野森店
- おふろの王様 町田店
- 村内ファニチャーアクセス 相模原店

公園・スポーツ施設
- 古淵鵜野森公園
- 古淵鵜野森公園屋外水泳プール

寺院・神社
- 青松院
- 幸延寺
- 日枝神社

## その他

### 日本郵便
- 郵便番号 : 252-0301[3]（集配局 : 座間郵便局[18]）。

## 関連文献
- 「澁谷庄 鵜野森村」『大日本地誌大系』 第38巻新編相模国風土記稿3巻之67村里部高座郡巻之9、雄山閣、1932年8月。NDLJP:1179219/181。